# Ana Torrent Bertrán de Lis

Poster de la pel·lícula Cria cuervos, amb una joveníssima Ana Torrent

Ana Torrent Bertrán de Lis (Madrid; 12 de juliol de 1966) és una actriu espanyola. Va ser nominada als premis Goya a la millor actriu per Tesis, d'Alejandro Amenábar. De nena, va ser l'actriu principal de les pel·lícules Cría cuervos i El espíritu de la colmena.

## Biografia
Torrent va estar involucrada en el món del cinema sent encara un bebè apareixent a la fi dels anys 1960 en la pel·lícula de Germán Lorente Un día después de agosto, de 1968. Després va debutar al cinema als 7 anys protagonitzant la pel·lícula El espíritu de la colmena, de Víctor Erice, per la que va obtenir el Fotogramas de Plata a la millor actriu del cinema espanyol. Víctor Erice recorda: «Els nens tendeixen a barrejar la realitat i la ficció. Ana no entenia per què els actors es deien d'una manera i quan començàvem a rodar tenien un altre nom. Vaig decidir canviar els noms de tots els personatges pel nom real dels intèrprets». Dos anys després va ser l'actriu principal de la pel·lícula Cría cuervos.
Va ser escollida pels cronistes d'espectacles de Nova York la Millor Actriu de l'any, guardó que va obtenir protagonitzant El Nido quan tenia 13 anys, així com el Premi a la Millor Actriu en el Festival Internacional de Cinema de Mont-real.
Quan va acabar l'escola, Torrent no tenia clar si seguiria en el món del cinema, no obstant això se'n va anar a estudiar interpretació amb Cristina Rota i més tard amb Uta Hagen a Nova York.
El seu més gran assoliment i actuació és a Tesis, d'Alejandro Amenábar, un gran èxit de taquilla en la qual era Ángela, una jove universitària que elaborava una tesi sobre les pel·lícules snuff. Va obtenir una nominació als Premi Goya a la millor interpretació femenina protagonista. Va destacar també la seva interpretació com a Caterina d'Aragó en la superproducció Les germanes Bolena, un paper relativament petit amb el qual va aguantar el tipus davant la imatge seductora de Natalie Portman i Scarlett Johansson.
Actualment viu a Nova York, on va néixer la seva primera i única filla.

## Premis
- 1981 Festival de Montréal: Premi a la millor actriu per El nido, de Jaime de Armiñán.

Premis Goya
| Any  | Categoria     | Pel·lícula | Resultat  |
| ---- | ------------- | ---------- | --------- |
| 1996 | Millor actriu | Tesis      | Candidata |

Fotogramas de Plata
| Any  | Categoria                           | Pel·lícula                | Resultat |
| ---- | ----------------------------------- | ------------------------- | -------- |
| 1973 | Millor intèrpret de cinema espanyol | El espíritu de la colmena | Ganadora |

Premis ACE (Nova York)
| Any  | Categoria                  | Pel·lícula                 | Resultat   |
| ---- | -------------------------- | -------------------------- | ---------- |
| 2004 | Millor actriu protagonista | Una preciosa puesta de sol | Candidata  |
| 1997 | Millor actriu protagonista | Tesis                      | Guanyadora |
| 1983 | Millor actriu protagonista | El nido                    | Guanyadora |
| 1977 | Millor actriu protagonista | El espíritu de la colmena  | Guanyadora |

## Filmografia
| Any  | Pel·lícula                 | Director                    |
| ---- | -------------------------- | --------------------------- |
| 2018 | El desentierro             | Nacho Ruipérez              |
| 2017 | Verónica                   | Paco Plaza                  |
| 2011 | Encontrarás dragones       | Roland Joffé                |
| 2008 | NO-DO                      | Elio Quiroga                |
| 2008 | 14, Fabian Road            | Jaime de Armiñán            |
| 2008 | Las hermanas Bolena        | Justin Chadwick             |
| 2007 | El hombre de arena         | José Manuel González-Berbel |
| 2004 | Iris                       | Rosa Vergés                 |
| 2003 | Una preciosa puesta de sol | Álvaro del Amo              |
| 2001 | Juego de luna              | Mónica Laguna               |
| 2001 | Sagitario                  | Vicente Molina Foix         |
| 1999 | Yoyes                      | Helena Taberna              |
| 1998 | El grito en el cielo       | Felix Sabroso i Dunia Ayaso |
| 1996 | Tesis                      | Alejandro Amenábar          |
| 1995 | El palomo cojo             | Jaime de Armiñán            |
| 1995 | Puede ser divertido        | Azucena Rodríguez           |
| 1994 | Entre rojas                | Azucena Rodríguez           |
| 1992 | Vacas                      | Julio Médem                 |
| 1989 | Sangre y arena             | Javier Elorrieta            |
| 1985 | Los paraísos perdidos      | Basilio Martín Patino       |
| 1983 | La hija rebelde            | Gustav Ehmck                |
| 1980 | El nido                    | Jaime de Armiñán            |
| 1980 | Operación Ogro             | Gillo Pontecorvo            |
| 1977 | Elisa, vida mía            | Carlos Saura                |
| 1975 | Cría cuervos               | Carlos Saura                |
| 1973 | El espíritu de la colmena  | Víctor Erice                |

## Teatre
- Pingüinas (2015), de Fernando Arrabal
- Ricardo III (2015), de Shakespeare
- Fuegos (2013), de Marguerite Yourcenar
- Madame Bovary (2012), dirigida por Magüi Mira y con texto adaptado por Emilio Hernández. Teatro Bellas Artes
- La profesión de la señora Warren (1997), de George Bernard Shaw.
- El rufián en la escalera (1996), de Joe Orton.
- Las mocedades del Cid (1990), de Guillem de Castro.

## Televisió
- Anillos de Oro, sèrie de TV escrita por Ana Diosdado (1983), capítol titulat 'A corazón abierto'.
- UCO, TVE 1, (2008; 2013)
- Carta a Eva, minisèrie dirigida per Agustí Villaronga, TVE 1, (2013)
- Amar es para siempre, com a Rosalía Feijóo Maza, Antena 3, (2016-2017; 2018)